# Running in Paris
Albums de Red Cardell
Falling in Love
(2012) Fest-Rock
(2013)
Running in Paris est le 14e album et 4e live du groupe Red Cardell, enregistré à La Boule Noire à Paris.

## Liste des titres
| No | Titre                 | Durée      |
| -- | --------------------- | ---------- |
| 1. | Laride                | 3 min 51 s |
| 2. | A Montparnasse        | 2 min 48 s |
| 3. | Mandolino             | 6 min 44 s |
| 4. | Running in Paris      | 4 min 44 s |
| 5. | Ar Sorcerez           | 5 min 44 s |
| 6. | C'est trop tard       | 4 min 31 s |
| 7. | Falling in Love       | 6 min 57 s |
| 8. | Politician desease    | 3 min 33 s |
| 9. | We've got to be alone | 5 min 01 s |

- Textes : Jean-Pierre Riou
- Musiques : Jean-Pierre Riou et Manu Masko (1,3,6,7), Riou et Jean-Michel Moal (2), Riou, Masko et Ronan Le Bars (4), Riou (8), Moal et Masko (9), Traditionnel, arrangements Riou et Masko (5)

## Crédits

### Musiciens
- Jean-Pierre Riou : chant, guitare électrique et acoustique, mandoline, bombarde.
- Manu Masko : batterie, percussions, claviers, samples.
- Mathieu Péquériau : Harmonica, washboard.

### Invités
- Ronan Le Bars : cornemuse, flûte.
- Pierre Stéphan : violon

### Réalisation
- Produit et distribué par : Keltia musique
- Coproduit par : Kas Ha Bar
- Réalisé par Jean-Pierre Riou et Manu Masko
- Mixé par : Ariel Borujow, Stadium Red studio, New York.
- Enregistré par : Nicolas Rouvière à La Boule noire, Paris.
- Masterisé par : Raphaël Jonin
- Graphisme pochette et livret : Fañch Le Hénaff

### Reconnaissance
- Coups de cœur des disquaires Fnac[1].